# Amanda Zahui
Amanda Agnes Sofia Zahui Bazoukou (ur. 8 września 1993 w Sztokholmie) – szwedzka koszykarka, występująca na pozycji rozgrywającej, od 2023 zawodniczka Townsville Fire.

## Osiągnięcia
Stan na 23 marca 2024, na podstawie, o ile nie zaznaczono inaczej.

### NCAA
- Uczestniczka rozgrywek turnieju NCAA (2015)
- Koszykarka roku konferencji Big 10 (2015)
- Najlepsza pierwszoroczna koszykarka Big 10 (2014)
- MVP turnieju Subway Classic (2015)
- Laureatka nagród:
  - Minnesota Female Freshman of the Year (2014)
  - Minnesota Women's Basketball Co-Defensive Player of the Year (2014)
  - Fast Break Club Love of the Game Award (2014)
- Zaliczona do:
  - I składu:
    - All-American (2015 przez Associated Press, espnW, WBCA, USBWA)
    - Big Ten (2014, 2015)
    - defensywnego Big Ten (2014, 2015)
    - najlepszych pierwszorocznych zawodniczek Big 10 (2014)
    - turnieju Big 10 (2015)
    - Academic All-Big Ten (2014, 2015)
- Liderka Big 10 w:
  - średniej:
    - zbiórek (2014 – 11,6, 2015 – 12,6)
    - bloków (2014 – 3,1, 2015 – 4,2)

  - liczbie:
    - zbiórek (2014 – 394, 2015 – 404)
    - bloków (2015 – 134)
    - celnych rzutów za 2 punkty (2015 – 224)
- Koszykarka tygodnia:
  - NCAA (5.01.2015, 23.02.2015)
  - Big Ten Player of the Week (25.11.2013, 9.12.2013, 31.12.2013, 3.03.2014, 30.12.2014, 5.01.2015, 2.02.2015, 24.02.2015)

### Drużynowe
- Misatrzyni:
  - Włoch (2023)
  - Turcji (2022)
  - Węgier (2019)
  - Czech (2018)
  - Szwecji (2011, 2012)
- Wicemistrzyni:
  - Euroligi (2022)
  - Rosji (2021)
- Brązowa medalistka mistrzostw Rosji (2017)
- 4. miejsce w Eurolidze (2019)
- Zdobywczyni:
  - pucharu:
    - Włoch (2023)
    - Węgier (2019)

  - Superpucharu Włoch (2022)
- Finalistka pucharu:
  - Rosji (2021)
  - Turcji (2022)

### Reprezentacja
Seniorska
- Uczestniczka:
  - mistrzostw Europy (2019 – 6. miejsce)
  - kwalifikacji:
    - olimpijskich (2020)
    - do Eurobasketu (2015, 2017, 2019, 2021, 2023)
- Liderka Eurobasketu w zbiórkach (2019)

Młodzieżowe
- Uczestniczka mistrzostw Europy:
  - U–20 (2012 – 6. miejsce)
  - U–18 (2010 – 8. miejsce, 2011 – 4. miejsce)
  - U–16 (2007 – 5. miejsce, 2008 – 4. miejsce, 2009 – 13. miejsce)